# Défensionaux
Les Défensionaux est le nom attribué à une série d'alliances conclues en Suisse durant la seconde moitié du XVIe siècle et au XVIIe siècle. Ces accords permirent de préciser la notion de défense nationale et les liens militaires entre les membres de la Confédération des XIII cantons.

## Contexte
La Réforme ayant touché la Suisse, les cantons catholiques se sentirent menacés et entamèrent une Contre-Réforme à laquelle les cantons protestants répondirent par des alliances militaires durant la seconde partie du XVIe siècle.
Au début du siècle suivant avec la Guerre de Trente Ans, une partie des cantons acceptèrent une coalition destinée à garantir la neutralité du pays, indépendamment de la confession de ses membres. Cette alliance fut de courte durée mais la pression extérieure croissante et la violation des frontières au nord du pays força la Confédération des XIII cantons à établir le concept de neutralité militaire en 1638. D'autres incursions étrangères à travers la frontière nord-est en direction de la Thurgovie furent à l'origine du défensional de Wil en 1647 dont les termes concernaient essentiellement l'organisation militaire. En 1648, les Traités de Westphalie confirmèrent l'indépendance de la Suisse.
L'expansion ottomane en Europe durant la seconde moitié du XVIIe siècle fut une autre raison pour renforcer la défense nationale. En 1664, les Confédérés décidèrent de confirmer les liens qui les unissaient. Il s'ensuit le défensional de Baden en 1668 qui inaugura une nouvelle entité, le Conseil de Guerre. L'importance du défensional de Baden fut conséquente même si les membres catholiques s'en désistèrent entre 1676 et 1703. Le défensional de Baden exista véritablement jusqu'en mai 1792, dernière date à laquelle l'ensemble des cantons renouvelèrent l'accord, et servit ensuite à la rédaction du règlement militaire fédéral de 1817. Celui-ci resta en vigueur jusqu'en 1848.